# Ashley Delaney
Ashley ("Ash") Delaney (Sale (Victoria), 11 april 1986) is een Australische zwemmer. Hij vertegenwoordigde zijn vaderland op de Olympische Zomerspelen 2008 in Peking.

## Carrière
Bij zijn internationale debuut, op de Pan Pacific kampioenschappen zwemmen 2006 in Victoria eindigde Delaney als zesde op de 100 meter rugslag. Op de Australische kampioenschappen zwemmen 2008 in Sydney won de Australiër de 100 meter rugslag en eindigde hij als tweede op de 200 meter rugslag, dankzij deze prestaties plaatste hij zich voor de Olympische Zomerspelen 2008.
In Manchester nam Delaney deel aan de wereldkampioenschappen kortebaanzwemmen 2008, op dit toernooi sleepte hij de bronzen medaille in de wacht op de 50 meter rugslag. Daarnaast eindigde hij als vierde op de 200 meter rugslag en als vijfde op de 100 meter rugslag. Samen met Craig Calder, Adam Pine en Kenrick Monk eindigde hij als vierde op de 4x100 meter wisselslag. Tijdens de Olympische Zomerspelen van 2008 in Peking eindigde de Australiër als vijfde op de 100 meter rugslag, maar werd hij uitgeschakeld in de halve finales van de 200 meter rugslag. Op de 4x100 meter wisselslag hielp hij samen met Christian Sprenger, Adam Pine en Matt Targett zijn land aan een finaleplaats. In de finale werd het kwartet vervangen door Hayden Stoeckel, Brenton Rickard, Andrew Lauterstein en Eamon Sullivan, dit viertal veroverde de zilveren medaille. Voor zijn inspanningen in de series ontving Delaney de zilveren medaille.
Op de wereldkampioenschappen zwemmen 2009 in de Italiaanse hoofdstad Rome strandde de Australiër in de halve finales van de 50 en de 100 meter rugslag, op de 200 meter rugslag wist hij niet tot de halve finales door te dringen. Op de 4x100 meter wisselslag legde hij samen met Brenton Rickard, Andrew Lauterstein en Matt Targett beslag op de bronzen medaille.
In Irvine nam Delaney deel aan de Pan Pacific kampioenschappen zwemmen 2010, op dit toernooi sleepte hij de zilveren medaille in de wacht op de 50 meter rugslag en de bronzen medaille op de 100 meter rugslag. Op de 200 meter rugslag eindigde hij op de vierde plaats, samen met Christian Sprenger, Geoff Huegill en Kyle Richardson veroverde hij de bronzen medaille op de 4x100 meter wisselslag. Tijdens de Gemenebestspelen 2010 in Delhi legde de Australiër op alle rugslagnummers beslag op de bronzen medaille, op de 4x100 meter wisselslag sleepte hij samen met Brenton Rickard, Geoff Huegill en Eamon Sullivan de gouden medaille in de wacht.
Op de wereldkampioenschappen zwemmen 2011 in Shanghai werd Delaney uitgeschakeld in de halve finales van de 50 meter rugslag en in de series van de 200 meter rugslag.
Tijdens de wereldkampioenschappen kortebaanzwemmen 2012 in Istanboel eindigde de Australiër als vierde op de 100 meter rugslag, als vijfde op de 50 meter rugslag en als zesde op de 200 meter rugslag.
Op de wereldkampioenschappen zwemmen 2013 in Barcelona eindigde Delaney als zesde in de finale van de 100 meter rugslag. Aan de zijde van  Christian Sprenger, Tommaso D'Orsogna en James Magnussen zwom Delaney naar zilver op de 4x100 meter wisselslag.

## Internationale toernooien
| Jaar | Olympische Spelen                                                                        | WK langebaan                                                              | WK kortebaan                                                           | Pan Pacs                                                         | Gemenebestspelen                                              |
| ---- | ---------------------------------------------------------------------------------------- | ------------------------------------------------------------------------- | ---------------------------------------------------------------------- | ---------------------------------------------------------------- | ------------------------------------------------------------- |
| 2006 |                                                                                          |                                                                           | geen deelname                                                          | 6e 100m rugslag                                                  | geen deelname                                                 |
| 2007 |                                                                                          | geen deelname                                                             |                                                                        |                                                                  |                                                               |
| 2008 | 6e 100m rugslag · 10e 200m rugslag · 4x100m wisselslag · Delaney zwom enkel in de series |                                                                           | 50m rugslag · 5e 100m rugslag · 4e 200m rugslag · 4e 4x100m wisselslag |                                                                  |                                                               |
| 2009 |                                                                                          | 16e 50m rugslag · 10e 100m rugslag · 17e 200m rugslag · 4x100m wisselslag |                                                                        |                                                                  |                                                               |
| 2010 |                                                                                          |                                                                           | geen deelname                                                          | 50m rugslag · 100m rugslag · 4e 200m rugslag · 4x100m wisselslag | 50m rugslag · 100m rugslag · 200m rugslag · 4x100m wisselslag |
| 2011 |                                                                                          | 13e 50m rugslag 21e 200m rugslag                                          |                                                                        |                                                                  |                                                               |
| 2012 | geen deelname                                                                            |                                                                           | 5e 50m rugslag 4e 100m rugslag 6e 200m rugslag                         |                                                                  |                                                               |
| 2013 |                                                                                          | 12e 50m rugslag · 6e 100m rugslag · 4x100m wisselslag                     |                                                                        |                                                                  |                                                               |

## Persoonlijke records
Bijgewerkt tot en met 14 november 2009
Kortebaan
| Afstand      | Tijd    | Datum            | Plaats    |
| ------------ | ------- | ---------------- | --------- |
| 50m rugslag  | 23,39   | 11 november 2009 | Stockholm |
| 100m rugslag | 50,18   | 14 november 2009 | Berlijn   |
| 200m rugslag | 1.49,62 | 12 augustus 2009 | Hobart    |

Langebaan
| Afstand      | Tijd    | Datum           | Plaats |
| ------------ | ------- | --------------- | ------ |
| 50m rugslag  | 24,81   | 17 maart 2009   | Sydney |
| 100m rugslag | 53,10   | 2 augustus 2009 | Rome   |
| 200m rugslag | 1.55,82 | 19 maart 2009   | Sydney |